# Cambarincola heterognathus
Cambarincola heterognathus är en ringmaskart som beskrevs av Hoffman 1963. Cambarincola heterognathus ingår i släktet Cambarincola och familjen Cambarincolidae. Inga underarter finns listade i Catalogue of Life.